# Sparrow Records
Sparrow Records è un'etichetta discografica cristiana statunitense, sottoetichetta della EMI fondata nel 1976 da Billy Ray Hearn. È la più grande associazione musicale/religiosa del mondo.